# Christian Møller
Christian Møller, född 22 december 1904, död 14 januari 1980, var en dansk fysiker som från 1943 var professor i matematisk fysik vid Köpenhamns universitet. Han var 1957–1971 chef för NORDITA. Han invaldes 1968 som utländsk ledamot av svenska Vetenskapsakademien.

### Tryckt litteratur
- (på flera språk) Kungl. Svenska vetenskapsakademiens årsbok 1968. Stockholm: Almqvist & Wiksells. 1969. sid. 33. ISSN 0373-8272 Libris 8262281